# Grupul Coimbra
Grupul Coimbra (în original Coimbra Group, abreviat CG) este o asociație de universități europene cu o tradiție îndelungată de activitate și de un înalt standard internațional. A fost înființat în 1985 și constituit prin acord formal în 1987. Grupul a preluat numele de la orașul Coimbra din Portugalia și de la Universitatea din Coimbra, una dintre cele mai vechi universități din Europa.

## Misiune
Grupul Coimbra este:
„…o asociație de universități europene multidisciplinare de un înalt standard internațional dedicat creării unor relații academice și culturale speciale pentru a promova, în beneficiul membrilor săi constituenți, internaționalizarea, colaborarea academică, excelența în educație și cercetare și serviciile aduse societății. De asemenea, scopul Grupului este de a influența politica europeană de educație și cercetare, și de a dezvolta buna practică prin schimbul reciproc de experiență.”

## Activități
Pentru a-și îndeplini misiunea, Grupul Coimbra își propune să:
• Faciliteze toate formele de schimb, în special cel academic, cultural, social și sportiv, și transferul de cunoștințe între universitățile membre ale acestuia, studenți și personal, cu scopul de a se asigura că se profită din plin de valoarea sporită prilejuită de cooperarea în rețea;
• Promoveze rolul cercetării în centre universitare de cercetare multilateral dezvoltate și multidisciplinare în climatul global actual în schimbare;
• Promoveze Grupul în plan mondial ca etalon de referință în excelența academică în Europa, cu scopul de a atrage studenți către universitățile membre și de a încuraja cooperarea academică și schimbul între universitățile membre și instituții din toată lumea;
• Acționeze în calitate de lider în dezvoltarea Învățământului Superior European și a Domeniilor de Cercetare Europene și să promoveze expertiza academică a membrilor săi în aceste domenii;
• Contribuie la dezbaterea privind învățământul superior în Europa și, unde este cazul, să influențeze politica europeană;
• Acționeze în calitate de corp de experți, capabil să ofere consultații membrilor săi, dar și altor instituții (inclusiv Comisiei Europene și agențiilor ei) privind problemele referitoare la învățământul superior;
• Promoveze patrimoniul academic și cultural din învățământul superior pentru secolul XXI;
• Promoveze rolul universităților în serviciul societății la diferite niveluri, în special impactul acestora la nivelul dezvoltării locale, regionale și globale;
• Promoveze importanța integrității în cercetare în practica științifică;
• Se asigure că există egalitate de șanse și că se acordă atenția cuvenită și se profită din plin de diversitatea de gen. 

## Membri
Grupul Coimbra include 39 de universități din 23 de țări:
| Austria - Universitatea din Graz Belgia - KU Leuven (limba olandeză) - Université catholique de Louvain (limba franceză) Cehia - Universitatea Carolină Danemarca - Universitatea din Aarhus Estonia - Universitatea din Tartu Finlanda - Universitatea Åbo Akademi (limba suedeză) - Universitatea din Turku (limba finlandeză) Franța - Universitatea din Montpellier - Universitatea din Poitiers Germania - Universitatea din Köln - Universitatea din Göttingen - Universitatea din Heidelberg - Universitatea din Jena - Universitatea din Würzburg Ungaria - Universitatea Eötvös Loránd Irlanda - Universitatea Națională a Irlandei din Galway - Trinity College Dublin · Italia - Universitatea din Bologna - Universitatea din Padova - Universitatea din Pavia - Universitatea din Siena |  | Lituania - Universitatea din Vilnius Țările de Jos - Universitatea din Groningen - Universitatea din Leiden Norvegia - Universitatea din Bergen Polonia - Universitatea Jagiellonă Portugalia - Universitatea din Coimbra Rusia - Universitatea din Sankt Petersburg România - Universitatea Alexandru Ioan Cuza din Iași Spania - Universitatea din Barcelona - Universitatea din Granada - Universitatea din Salamanca Suedia - Universitatea Uppsala Elveția - Universitatea din Geneva Turcia - Universitatea din Istanbul Regatul Unit - Universitatea din Bristol - Universitatea din Durham - Universitatea din Edinburgh |

## Legături externe
- Site oficial